# Astragalus dignus
Astragalus dignus är en ärtväxtart som beskrevs av Antonina Georgievna Borissova. Astragalus dignus ingår i släktet vedlar, och familjen ärtväxter. Inga underarter finns listade i Catalogue of Life.